# Шешма (река)
Шешма (тат. Çişmə, Чишмә) — река в России, протекает по территории Самарской области и Татарстана. Левый приток Камы. Своё название река берёт от татарского слова Чишмә (Çişmə), означающего «родник».

## География

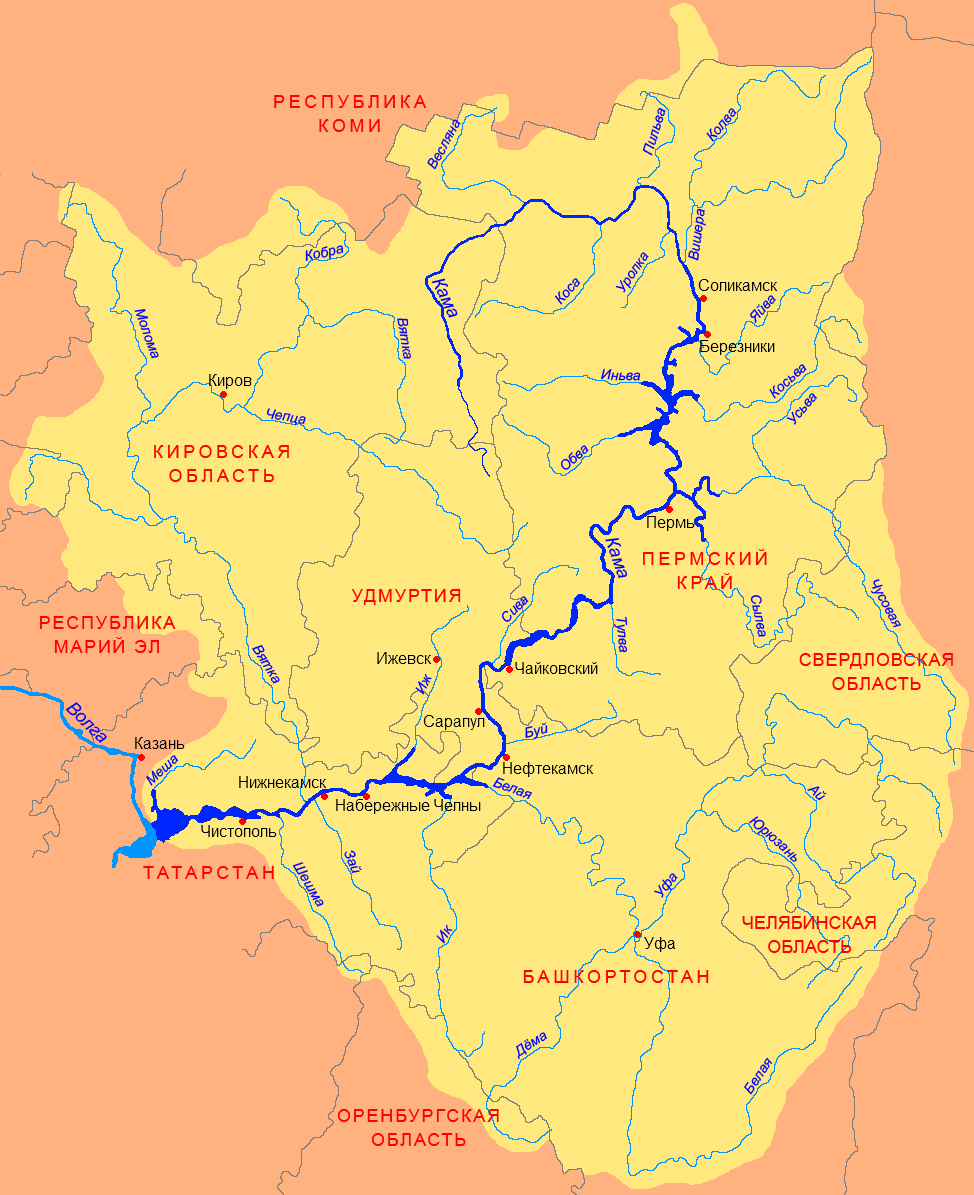
Бассейн Камы

Длина реки — 259 км, площадь бассейна — 6,2 тыс. км². Берёт начало в Самарской области на Бугульминско-Белебеевской возвышенности, впадает в Камский залив Куйбышевского водохранилища (затопленная часть поймы реки образует Усть-Шешминский залив). Долина реки асимметричная, извилистая, в истоках V-образная, шириною 0,9—1,2 км, на остальном протяжении трапецеидальная, шириною до 3—4 км. Протекает по волнистой равнине, расчленённой густой сетью речных долин, балок и оврагов. Ширина колеблется от 100—300 м в верховьях, до 2 км в устье. Берега реки крутые, местами обрывистые. В реку впадает 69 притоков, главные из которых: Лесная Шешма, Кувак, Талкиш, Секинесь, Кичуй, Толкишка.

## Гидрология
Река средней водности. Питание преимущественно снеговое (63 %), а также подземное и дождевое. Годовой слой стока в бассейне 110—145 мм, 60—80 мм из которых приходится на весеннее половодье. Модули подземного питания колеблются от 5,0—10,0 в верхнем и среднем течении, понижаясь к устью до 1,0 л/сек км². Шешма отличается повышенным грунтовым стоком, имеется множество родников с дебитом 0,5—1,0 л/сек, реже 2—3 л/сек. Зимняя межень устойчивая, низкая, характеризуется продолжительным (120—150 дней) устойчивым ледоставом. Средняя мутность — 230 г/см³. Скорость течения — 0,1—0,8 м/с.
Вода в реке гидрокарбонатно-хлоридно-кальциевая, средней минерализации 200—400 мг/л весной, и повышенной в межень 600—700 мг/л. Расход межени в устье 8,8 м³/с. Среднегодовой расход воды — в 86 км от устья — 11,1 м³/с.

## Хозяйственное использование
Река имеет большое хозяйственное значение для данного региона, является транспортной магистралью местного значения, важным источником природного водоснабжения в том числе нефтепромысловых объектов. Постановлением Совет Министров Татарской Автономной Советской Социалистической Республики от 10 января 1978 г. № 25 и постановлением Кабинет Министров Республики Татарстан от 29 декабря 2005 г. № 644 признана памятником природы регионального значения.

## Природа
В реке обитают щука, сорожка, плотва, форель. Встречаются лягушки, пиявки, ондатры, выдры,бобры.
Губки представлены пресноводной губкой-бадягой. В составе планктона реки обитают 31 вид коловраток, 11 — ветвистоусых и 22 вида веслоногих ракообразных, 12 — представителей фитопланктона, 7 зоопланктона являются редкими. Самоочищение активное. Мшанки преимущественно ведут прикреплённый образ жизни, чаще всего на высшей водной растительности (перифитон). Но встречаются виды относящиеся к эпибентосу (организмы населяющие поверхность дна водоема) и колонии обитающие в толще воды (планктон). Обширно представлены раковинные амёбы, заселяющие практически все экологические ниши водоёма. Наиболее часто встречаются на хорошо прогреваемых мелководьях заросших водной растительностью, а также на песчаных отмелях.